# HMS Arethusa (26)
HMS Arethusa (26) là chiếc dẫn đầu của lớp tàu tuần dương hạng nhẹ mang tên nó gồm bốn chiếc được chế tạo cho Hải quân Hoàng gia Anh Quốc trước Chiến tranh Thế giới thứ hai. Trong chiến tranh nó đã hoạt động tích cực, đặc biệt là tại Địa Trung Hải; bị hư hại nặng bởi ngư lôi ném từ máy bay, nhưng được sửa chữa và đã kịp tham gia cuộc Đổ bộ Normandy. Sau chiến tranh, nó được đưa về lực lượng dự bị và bị tháo dỡ năm 1950.

## Thiết kế và chế tạo
Arethusa được chế tạo tại xưởng tàu Chatham tại Anh, được đặt lườn vào ngày 25 tháng 1 năm 1933 và hạ thủy vào ngày 6 tháng 3 năm 1934. Nó được đưa ra hoạt động vào ngày 21 tháng 5 năm 1935 dưới quyền chỉ huy của Đại tá Hải quân Philip Vian.

## Lịch sử hoạt động
Khi hoàn tất, Arethusa được phân về Hải đội Tuần dương 3 tại Địa Trung Hải, và vẫn ở lại đó khi Chiến tranh Thế giới thứ hai nổ ra vào tháng 9 năm 1939. Tuy nhiên, vào đầu năm 1940, nó cùng với con tàu chị em HMS Penelope được điều trở lại Hạm đội Nhà, nơi chúng hình thành nên Hải đội Tuần dương 2 cùng với những chiếc còn lại trong lớp. Nó đã tham gia Chiến dịch Na Uy vào tháng 4 năm 1940, nhưng đến ngày 8 tháng 5 được điều đến Nore hỗ trợ cho lực lượng phòng thủ Calais, và sau đó giúp vào việc triệt thoái lực lượng khỏi các cảng Pháp trên bờ Đại Tây Dương.
Vào ngày 28 tháng 6 năm 1940 Arethusa nằm trong thành phần Lực lượng "H" vừa mới được thành lập tại Gibraltar, và tham gia các hoạt động chống lại lực lượng Vichy Pháp tại Mers el Kebir vào tháng 7 năm 1940. Cùng với Lực lượng "H", nó tham gia tuần tra bảo vệ các đoàn tàu vận tải tại Đại Tây Dương và hoạt động tại Mặt trận Địa Trung Hải.
Khi thiết giáp hạm Đức Bismarck vượt ra Đại Tây Dương vào tháng 5 năm 1941, Arethusa được điều động đến vùng biển Iceland và quần đảo Faroe, nhưng đến tháng 7 đã quay lại Địa Trung Hải đảm nhiệm việc hộ tống các đoàn tàu vận tải đi đến Malta, bản thân nó cũng trực tiếp tham gia tiếp tế cho hòn đảo bị bao vây. Đến cuối năm 1941, nó quay trở về vùng biển nhà và đã tham gia cuộc bắn phá Lofoten trong tháng 12, nơi nó bị hư hại bởi những phát suýt trúng. Sau khi được tái trang bị và sửa chữa tại xưởng tàu Chatham cho đến tháng 4 năm 1942, nó quay trở lại Địa Trung Hải vào tháng 6 năm 1942, gia nhập Hải đội Tuần dương 15 và hoạt động chủ yếu nhằm hỗ trợ việc tiếp tế cho Malta.

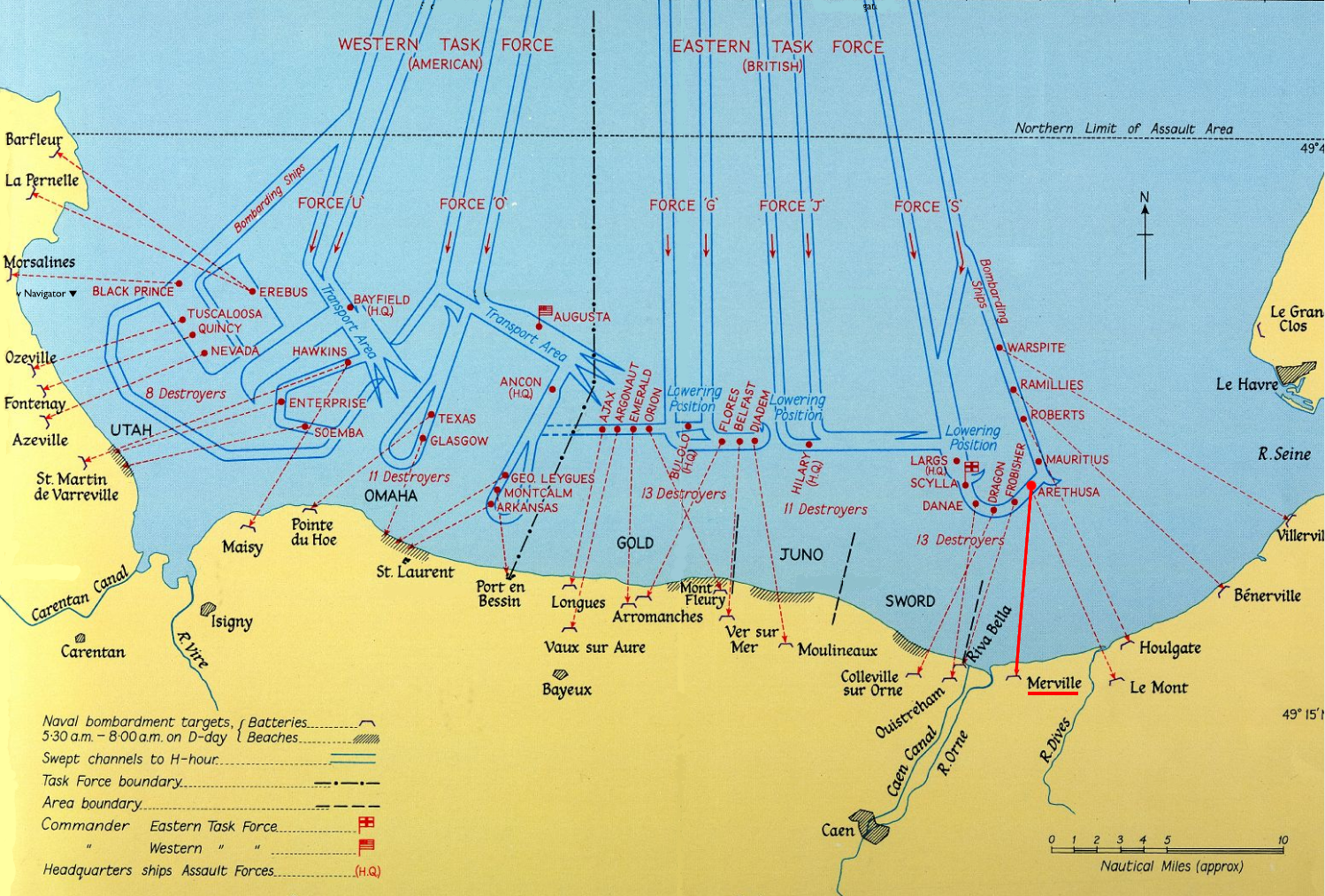
Vị trí của HMS Arethusa trong cuộc đổ bộ Normandy

Trong Chiến dịch Stoneage, một quả ngư lôi phóng từ máy bay Ý đã đánh trúng Arethusa vào ngày 18 tháng 11 năm 1942. Nó bị ngập nước nặng, bốc cháy và hai trong số ba tháp pháo bị loại khỏi vòng chiến với thương vong nặng nề. Nó được sửa chữa tạm thời tại Alexandria, vốn kéo dài cho đến ngày 7 tháng 2 năm 1943, trước khi được cho chuyển sang Xưởng hải quân Charleston tại Charleston, South Carolina, Hoa Kỳ, để sửa chữa toàn diện. Công việc chỉ hoàn tất vào ngày 15 tháng 12 năm 1943, và con tàu lên đường quay trở về Anh Quốc.
Arethusa đã không hoạt động thường trực trở lại cho đến đầu tháng 6 năm 1944, khi nó lên đường tham gia cuộc Đổ bộ Normandy trong thành phần Lực lượng "D" ngoài khơi bãi Sword. Nó đã có vinh dự đưa Vua George VI vượt eo biển sang Normandy, nơi Đức Vua ghé thăm các bãi đổ bộ và sở chỉ huy lực lượng Đồng Minh. Đến tháng 1 năm 1945, nó tham gia Hải đội Tuần dương 15 của Hạm đội Địa Trung Hải và ở lại đây cho đến tháng 10 năm 1945 khi nó quay về Anh Quốc và được đưa về lực lượng dự bị.
Đã có dự định nhằm bán Arethusa cho Hải quân Hoàng gia Na Uy vào năm 1946 nhưng đã không được thực hiện, và nó tiếp tục ở lại trong lực lượng dự bị loại 'B'. Hải quân Hoàng gia xem lớp tàu của nó quá nhỏ không đáng để được hiện đại hóa, nên đã sử dụng Arethusa cho nhiều thử nghiệm khác nhau vào năm 1949 trước khi bán cho BISCO để tháo dỡ. Ngày 9 tháng 5 năm 1950, nó được kéo đến Cashmore, Newport để bắt đầu tháo dỡ.